# أوركاخو
بلدية أوركاخو (بالإسبانية: Orcajo) هي بلدية تقع في مقاطعة سرقسطة التابعة لمنطقة أراغون شمال شرق إسبانيا.

## الديموغرافيا
بلغ عدد سكان بلدية أوركاخو 43 نسمة عام 2011 (وفقاً للمعهد الوطني الإسباني للإحصاء).
| 47 | 47 | 44 | 37 | 38 | 34 | 43 |